# Apanteles nagyi
Apanteles nagyi är en stekelart som beskrevs av Papp 1975. Apanteles nagyi ingår i släktet Apanteles och familjen bracksteklar. Inga underarter finns listade i Catalogue of Life.